# گمینا بروینوو
گمینا بروینوو (به لهستانی:  Gmina Brwinów) یک گمینا در لهستان است که در شهرستان پروشکوف واقع شده‌است. گمینا بروینوو ۶۹٫۱۶ کیلومتر مربع مساحت و ۲۱٬۵۳۱ نفر جمعیت دارد.